# Мартини, Мартино
Мартино Мартини известный также, как Мартин или Мартиниус) (итал. Martino Martini; 20 сентября 1614, Тренто, Трентское епископство — 6 июня 1661, Ханчжоу Империя Цин (ныне провинция Чжэцзян, КНР)) — тирольский иезуит, миссионер, путешественник, географ, картограф и историк Китая.

## Биография
Родился в купеческой семье. Получил высшее духовное образование. В 1631 году был принят в орден иезуитов и отправлен в Рим для изучения классической философии и литературы в Collegium Romanum (1634—1637). При этом его особый интерес вызывали астрономия, математика и востоковедение, поощрявшиеся его учителем Афанасием Кирхером.
В 1637—1639 годах изучал теологию в Португалии, в 1639 году был рукоположён в священники в Лиссабоне.
Тогда же обратился к генералу Общества Иисуса Муцио Вителлески с просьбой отправить его миссионером в Китай. В 1640 году он отплыл из Лиссабона в Ост-Индию с другими 24 иезуитами и прибыл в Макао в 1642 г., где некоторое время изучал китайский язык. В 1643 году пересёк границу и поселился в Ханчжоу, столице провинции Чжэцзян, где начал свою миссионерскую деятельность.
М. Мартини был одним из многих иезуитских миссионеров XVI—XVII веков, которые отправились в Китай для обращения китайцев в христианство, и изучали культуру и историю Китая.
М. Мартини сосредоточился на географии Поднебесной и в течение 12-летнего пребывания в Китае составил Атлас Дальнего Востока, включающий не только результаты его собственных путешествий, но и знания, полученные при изучении китайских карт.
В 1655 году вернулся в Рим через Филиппины, Норвегию и Нидерланды. Получил аудиенцию у императора Священной Римской империи Фердинанда III. Находясь в Амстердаме, убедил великого голландского картографа Яна Блау опубликовать свой китайский атлас.
В 1658 году вернулся в Китай после длительного путешествия, где продолжил миссионерскую деятельность, построил несколько церквей.
Умер в 1661 году в Ханчжоу.

## Научная деятельность

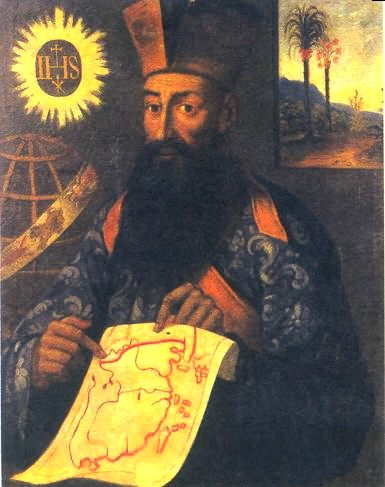
Мартино Мартини

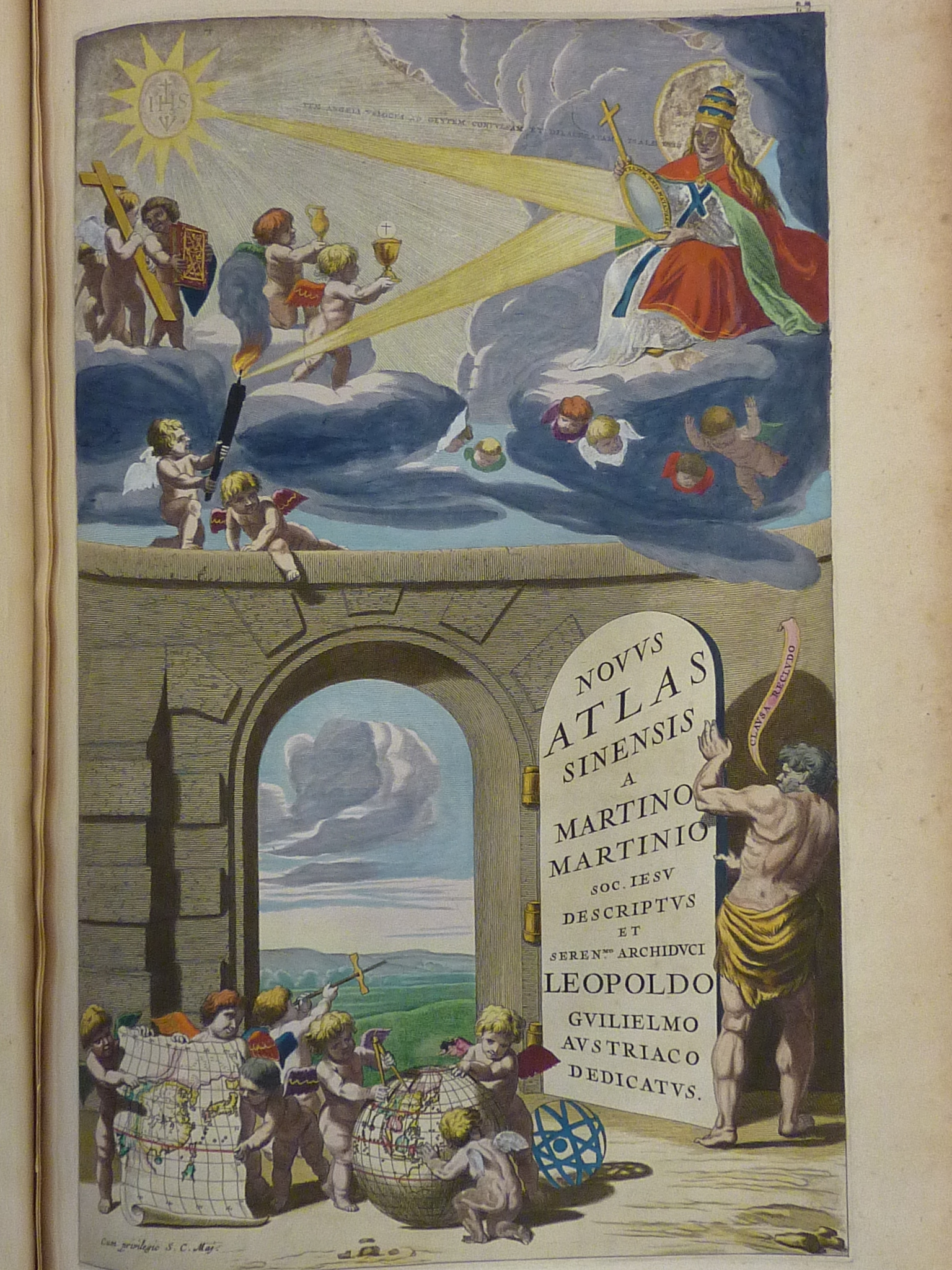
Фронтиспис «Novus Atlas Sinensis» (1655)

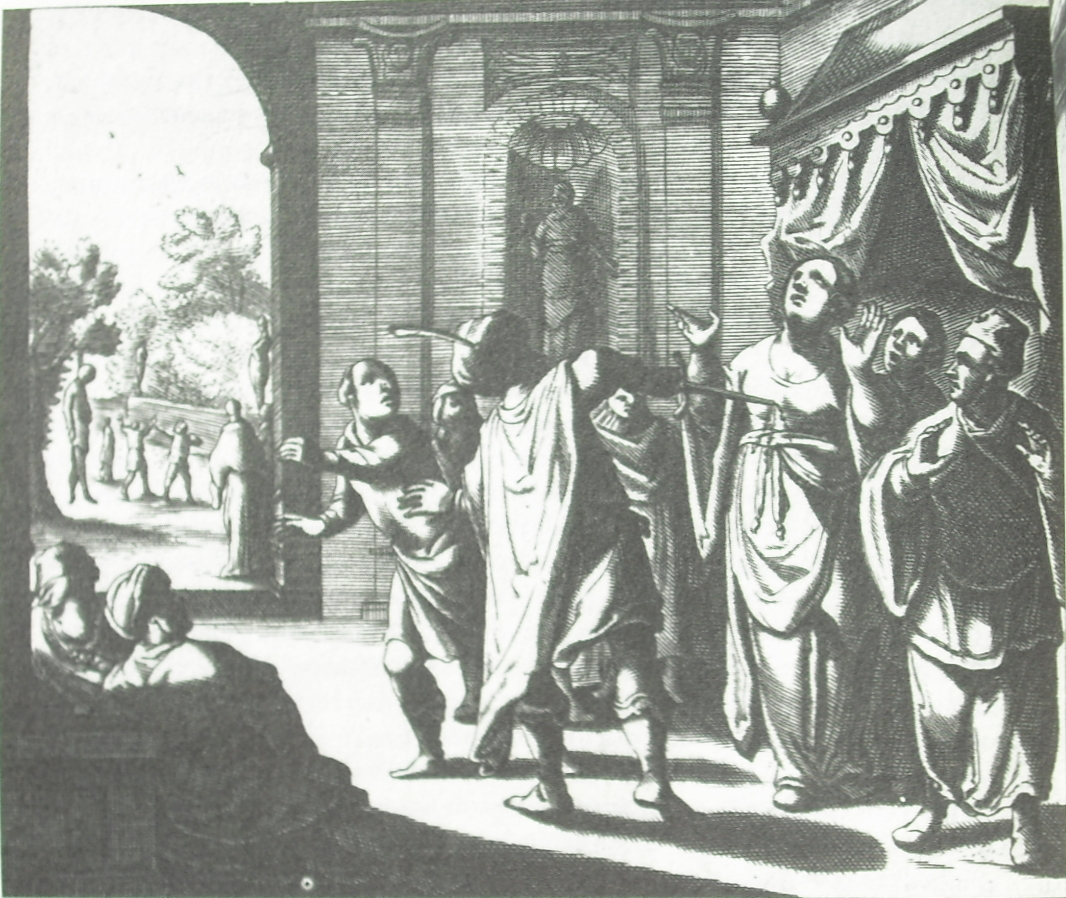
Император Чжу Юцзянь убивает свою дочь, чтобы она не досталась повстанцам Ли Цзычэна. Слева во дворе виднеется повешенным на дереве видимо он же. Рисунок европейского художника для «Рассказа о татарской войне» Мартино Мартини

Мартино Мартини, в основном, работал над историей и картографией древнего имперского Китая. Совершил много поездок для сбора научной информации, особенно о географии Китайской империи, посетил много провинций, а также Пекин и Великую китайскую стену.
Был первым составителем китайской грамматики «Grammatica Linguae Sinensis» (для западного использования, 1696), первым историком древнего имперского Китая, первым европейским географом, способным опираясь на географическую традицию китайской административной бюрократии, в духе барокко, создать ряд своих карт.
В 1654 году составил первую перепись присутствия католиков в Китае в то время: «Brevis Relatio de Numero et Qualitate Christianorum apud Sinas».
В 1654 году он опубликовал труд по истории «De Bello Tartarico Historia». Его самая известная работа под названием «Novus Atlas Sinensis» (1655), была издана не только на латыни, но и на испанском, французском, голландском и немецком языках. Атлас содержал 17 больших карт региона и 16 дополнительных карт, показывающих отдельные провинции Китая, а также Юго-Восточную Азию и Японию. М. Мартини был первым, кто показал Корею, не как остров, а полуостров, первым, кто правильно позиционировал Японию как ближайшего соседа Кореи и Китая.
В 1658 году состоялось первое на Западе издание его труда по древней истории Китая «Sinicae Historiae Decas Prima».